# Batanes

Localisation des îles Batanes au nord de l'île de Luçon.

Batanes est la province la plus septentrionale et la plus petite de la république des Philippines tant au point de vue de la population qu'en termes de superficie. La province fait partie de la région de la Vallée de Cagayan et sa capitale provinciale est Basco, municipalité située dans l'île de Batan.
L'archipel est situé à environ 162 km au nord de Luzon séparé des Îles Babuyan par le canal de Balintang et à environ 190 kilomètres au sud de Taïwan, séparé de cette dernière par le canal de Bashi. 
La population de la province était évaluée a 17 246 lors du recensement de 2015.
Son code ISO 3166-2:PH des subdivisions des Philippines est BTN.

## Démographie
Enquêtes annuelles
| 1990   | 1995   | 2000   | 2007   | 2010   | 2015   |
| ------ | ------ | ------ | ------ | ------ | ------ |
| 15 026 | 14 180 | 16 467 | 15 974 | 16 604 | 17 246 |

## Îles
Les îles Batanes sont composées de dix petites îles, dont seules les trois premières sont habitées : 17 246 habitants en 2015.
- Batan ;
- Sabtang ;
- Itbayat ;
- Mavudis ;
- Siayan ;
- Diogo ;
- Île du Nord ;
- Y'ami (ou Mavulis), l’île la plus septentrionale de la province, et de toutes les Philippines.

## Municipalités
Les six villes (ou municipalités) de la province de Batanes sont :
- Basco ;
- Itbayat ;
- Ivana ;
- Mahatao, église baroque San Carlos Borromeo ;
- Sabtang ;
- Uyugan.